# ハント郡 (テキサス州)
ハント郡（Hunt County）は、アメリカ合衆国テキサス州の郡である。人口は9万9956人（2020年）。郡庁所在地はグリーンビルである。ハント郡はテキサス共和国下の海軍長官、Memucan Hunt の名を取って命名された。この郡はダラス・フォートワース複合都市圏の一部である。

## 地理
アメリカ合衆国統計局によると、この郡は総面積2,284 km2 (882 mi2) である。このうち2,179 km2 (841 mi2) が陸地で106 km2 (41 mi2) が水地域である。総面積の4.63%は水地域となっている。

### 隣接する郡
- ファニン郡  (北)
- デルタ郡  (北東)
- ホプキンス郡  (東)
- レインズ郡  (南東)
- バンザント郡 & カウフマン郡  (南)
- ロックウォール郡  (南西)
- コリン郡  (西)

### 道路及び高速道路
- 州間高速道路30号線
- w:U.S. Highway 67
- w:U.S. Highway 69
- w:U.S. Highway 380

## 人口動勢
2000年国勢調査で、この郡は人口76,596人、28,742世帯、及び20,521家族が暮らしている。人口密度は35/km2 (91/mi2) である。15/km2 (39/mi2) の平均的な密度に32,490軒の住宅が建っている。この郡の人種的な構成は白人83.57%、アフリカン・アメリカン9.45%、先住民0.73%、アジア0.54%、太平洋諸島系0.07%、その他の人種3.93%、及び混血1.70%である。ここの人口の8.31%はヒスパニックまたはラテン系である。
この郡内の住民は26.50%が18歳未満の未成年、18歳以上24歳以下が10.00%、25歳以上44歳以下が28.00%、45歳以上64歳以下が22.80%、及び65歳以上が12.60%にわたっている。中央値年齢は36歳である。女性100人ごとに対して男性は98.10人である。18歳以上の女性100人ごとに対して男性は95.30人である。
この郡内の世帯ごとの平均的な収入は36,752米ドルであり、家族ごとの平均的な収入は44,388米ドルである。男性は33,347米ドルに対して女性は23,085米ドルの平均的な収入がある。この郡の一人当たりの収入 (per capita income) は17,554米ドルである。人口の12.80%及び家族の8.60%は貧困線以下である。全人口のうち18歳未満の15.80%及び65歳以上の11.70%は貧困線以下の生活を送っている。

## 都市及び町
| - グリーンビル（郡庁所在地） - キャンベル - セレステ - コマース - Caddo Mills - Hawk Cove | - Lone Oak - Neylandville - Quinlan - West Tawakoni - Wolfe City |